# دودمان جین غربی

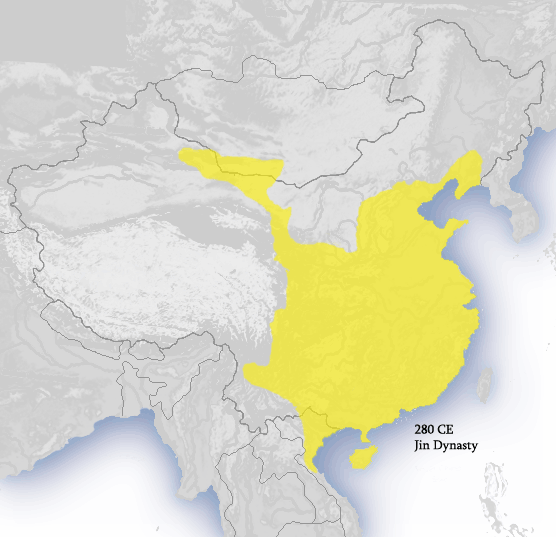
جین غربی در ۲۸۰ میلادی

دودمان جین غربی (به چینی: 西晉) (به انگلیسی: The Western Jìn Dynasty) ‏(۲۶۵–۳۱۶ میلادی) سلسله ای بود که پس از سقوط امپراتوری هان توانست برای مدت کوتاهی وحدت و یکپارچگی را به چین بازگرداند.

## تاریخچه
دودمان جین غربی (۲۶۵–۳۱۶) توسط امپراتور وو جین تأسیس شد؛ کسی که به نام سیما یان شناخته شده بود. اگرچه یک دوره کوتاه وحدت را پس از تسخیر وو غربی در ۲۸۰ میلادی به وجود آورد، اما حکومت جین یک جنگ ویرانگر داخلی را متحمل شد، (جنگ ۸ شاهزاده) بعد از آنکه نتوانست شورش قبایل کوچگر وو هو را سرکوب نماید. پایتخت، لوئویانگ، در سال ۳۱۱ میلادی تسخیر شد و امپراتور هوآی نیز دستگیر گردید. جانشین او، امپراتور مین، هم در ۳۱۶ در چانگان اسیر شد.
باقی‌ماندهٔ دربار جین به شرق گریختند و دولت خود را در جیان کانگ احیا کردند. آنان زیر رهبری یک عضو از خانوادهٔ سلطنتی به نام شاهزاده langye گرد آمدند. او خود را امپراتور یوآن، فرمانروای جین شرقی، نامید. (۳۱۷–۴۲۰)